# The Devil You Know (album, Rickie Lee Jones)
The Devil You Know je dvanácté studiové album americké zpěvačky Rickie Lee Jones, vydané v září 2012 společností Concord Records. Produkoval jej Ben Harper (s výjimkou písně „The Weight“, kterou produkoval Sheldon Gomberg) a obsahuje výhradně písně převzaté od jiných autorů; autorem jedné je Harper, dále jsou zde například písně od Donovana, Tima Hardina a Neila Younga. Nahráno bylo v Gombergově studiu The Carriage House v losangeleské čtvrti Silver Lake. První singl z alba, značně upravená verze písně „Sympathy for the Devil“ od The Rolling Stones, byl zveřejněn již v červenci 2012.

## Seznam skladeb
| Pořadí         | Název                          | Autor                       | Délka |
| -------------- | ------------------------------ | --------------------------- | ----- |
| 1.             | Sympathy for the Devil         | Mick Jagger, Keith Richards | 6:28  |
| 2.             | Only Love Can Break Your Heart | Neil Young                  | 3:54  |
| 3.             | Masterpiece                    | Ben Harper                  | 4:28  |
| 4.             | The Weight                     | Robbie Robertson            | 6:32  |
| 5.             | St. James Infirmary            | tradicionál                 | 2:19  |
| 6.             | Comfort You                    | Van Morrison                | 5:18  |
| 7.             | Reason to Believe              | Tim Hardin                  | 5:18  |
| 8.             | Play with Fire                 | Nanker Phelge               | 3:44  |
| 9.             | Seems Like a Long Time         | Theodore Anderson           | 3:54  |
| 10.            | Catch the Wind                 | Donovan Leitch              | 2:36  |
| Celková délka: | Celková délka:                 | Celková délka:              | 42:19 |

## Obsazení
- Rickie Lee Jones – zpěv, kytara, klavír, perkuse, doprovodné vokály
- Ben Harper – kytara, baskytara, varhany, bicí, perkuse, vibrafon, doprovodné vokály
- Sheldon Gomberg – basa
- Chris Joyner – varhany
- Jason Yates – varhany
- Larry Goldings – varhany, klavír
- Jamie Elman – klavír
- Jesse Ingalls – klavír
- D. J. Bonebrake – vibrafon
- David Lindley – housle